# Петрово (деревня, Москва)
Петрово — деревня в Троицком административном округе Москвы  (до 1 июля 2012 года в составе Подольского района Московской области). Входит в состав поселения Роговское.

## Население
Согласно Всероссийской переписи, в 2002 году в деревне проживало 14 человек (9 мужчин и 5 женщин). По данным на 2005 год в деревне проживало 4 человека.

## Расположение
Деревня Петрово расположена примерно в 44 км к юго-западу от центра города Подольска. Западнее деревни проходит граница между Москвой и Калужской областью. Севернее деревни Петрово протекает река Черничка, на которой образован большой пруд. Ближайший населённый пункт — деревня Ильино.